# Ilha do Mel
Die Ilha do Mel ist eine Insel vor der Küste Brasiliens in der Bucht von Paranaguá im Bundesstaat Paraná mit einer Fläche von 27,62 km² und rund 35 km Strandlinie. Die Insel hat etwa 1000 Einwohner und ist ca. 115 km östlich von Curitiba im Munizip Paranaguá gelegen.

## Namensgebung
Es gibt verschiedene Theorien darüber, wie die Insel zu ihrem Namen gekommen sein kann
- Vor dem Zweiten Weltkrieg soll die Insel als Insel des Admirals Mehl bekannt gewesen sein, der mit seiner Familie häufig die Insel besuchte
- Zur Ruhe gesetzte Seeleute betrieben auf der Insel Imkerei und exportierten Honig
- Das Wasser der Insel enthält Quecksilber. Bei Kontakt mit Salzwasser bekommt es eine dem Honig ähnliche Farbe
- Bereits die indigenen Einwohner hielten Bienen und betrieben Imkerei.

## Geografie

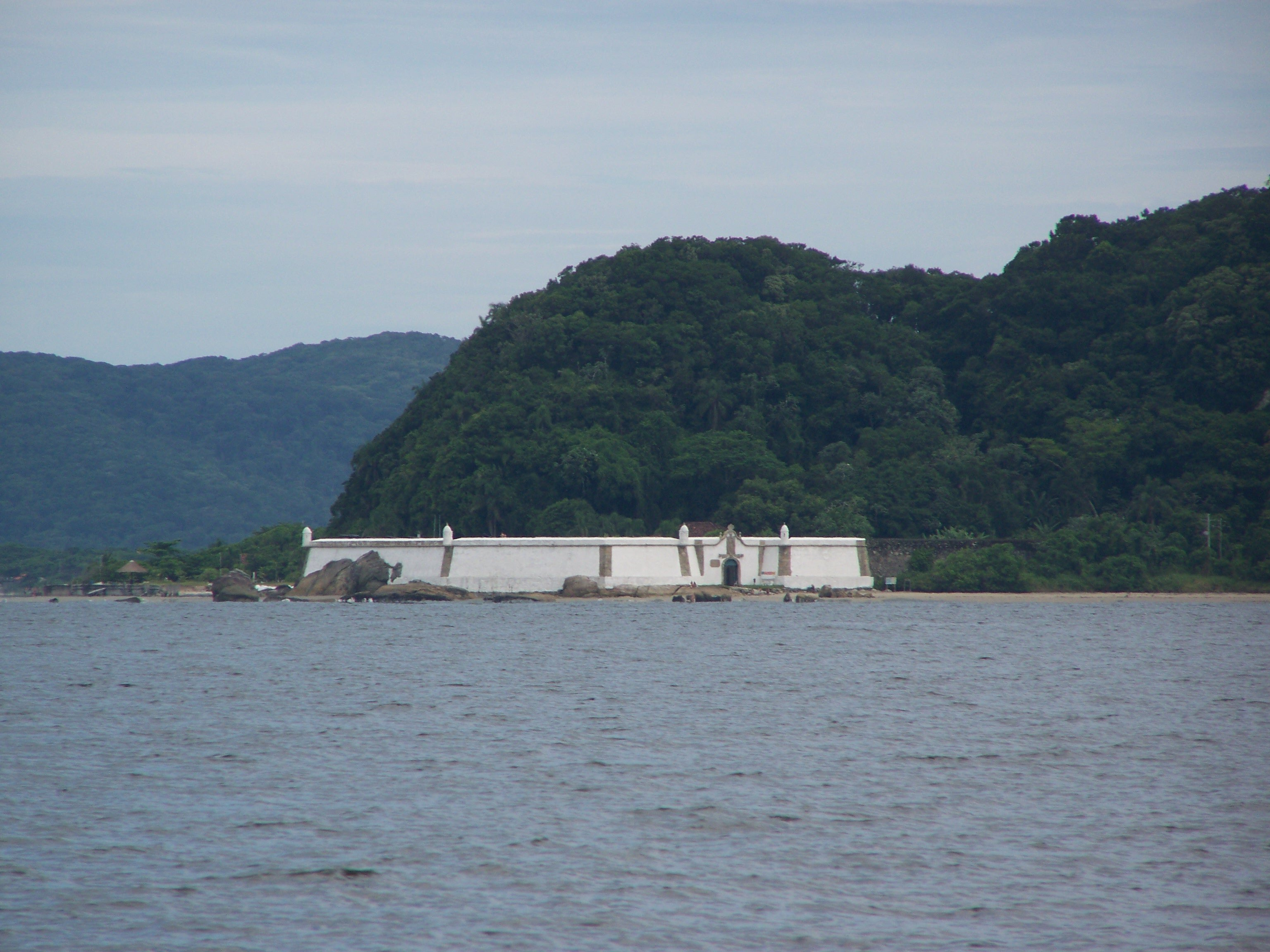
Festung Fortaleza de Nossa Senhora dos Prazeres mit dem Morro da Baleia

Die Insel hat die Form einer krummen 8 und besteht aus einem nördlichen und südlichen Teil, die über einen nur noch sehr schmalen Strandabschnitt miteinander verbunden sind. Durch Küstenerosion und den derzeitigen Anstieg des Meeresspiegels wird die Insel an dieser Stelle eines Tages geteilt sein.
Der Umfang der Insel beträgt 35 km.
Während der nördliche Teil der Insel flach ist, befinden sich auf dem südlichen Teil die folgenden Erhebungen:
- Morro Bento Alves of Morro do Miguel (151 m)
- Morro do Meio (94 m)
- Morro da Baleia (80 m). Hier befindet sich die Festung.
- Morro das Encantadas (68 m)
- Morro do Joaquim (65 m)
- Morro do Farol de Conchas (50 m)

Östlich der Insel ist das offene Meer, südwestlich liegt das Munizip Pontal do Paraná mit dem Strandbad Pontal do Sul und nördlich liegen die beiden Inseln Ilha das Peças und Ilha de Superagui.

## Die Festung

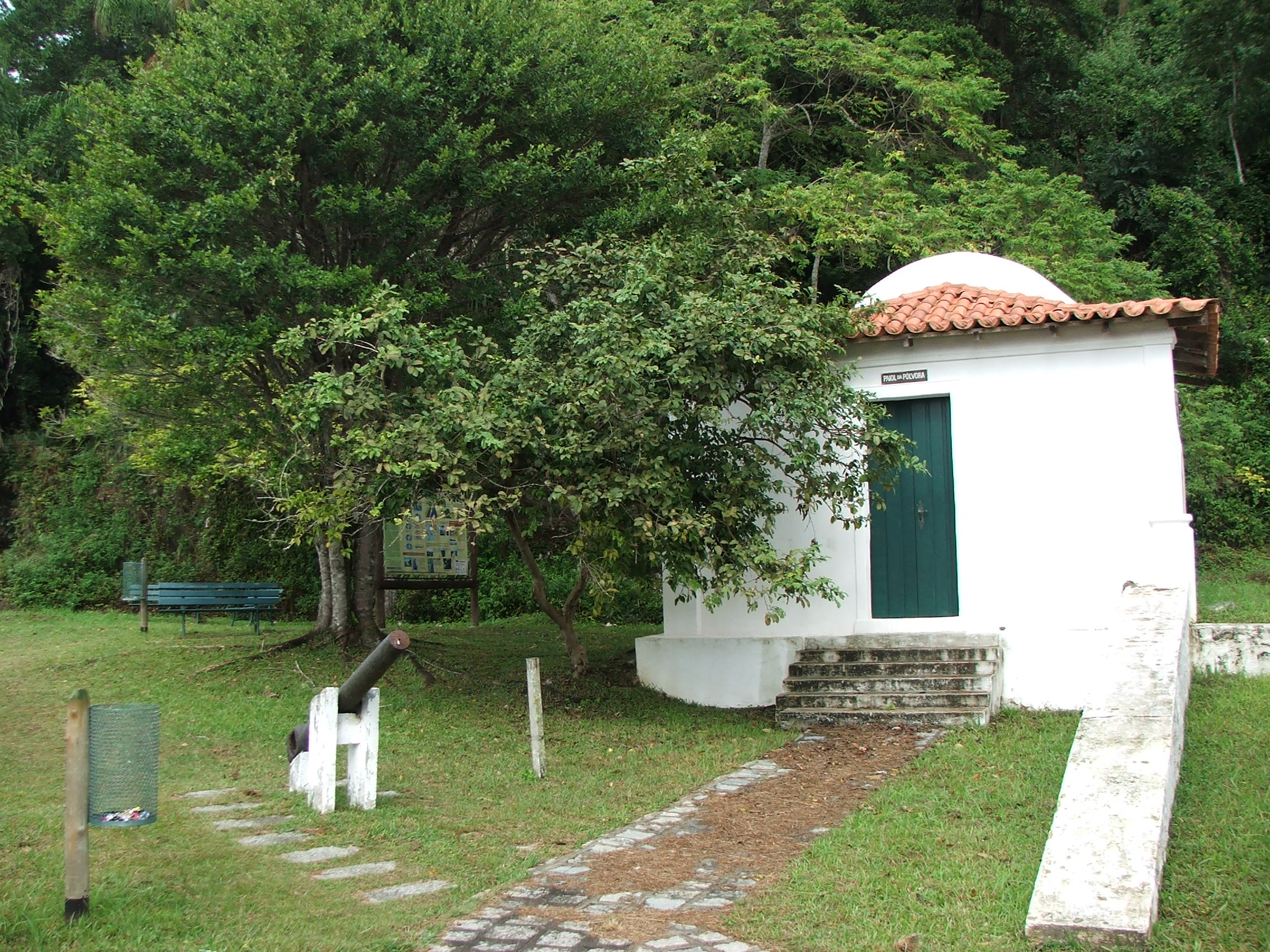
In der Festung

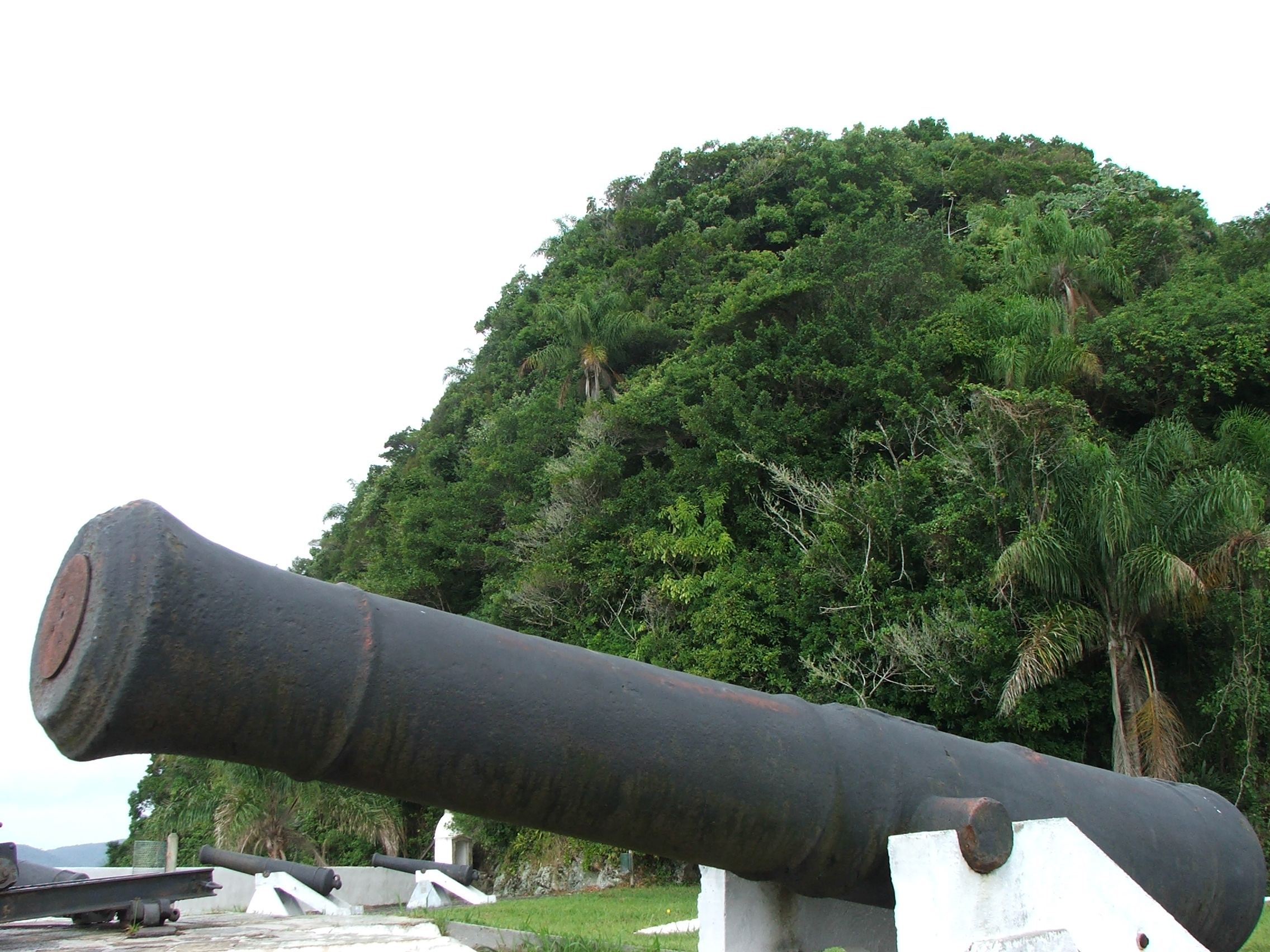
Kanonen

Die etwa 3 km von Nova Brasília entfernt liegende Festung Fortaleza de Nossa Senhora dos Prazeres wurde von 1767 bis 1769 im Auftrag des portugiesischen Königs Dom João V. von Sklaven zur Verteidigung der Bucht von Paranaguá erbaut und ist eine der größten aus der Kolonialzeit Brasiliens. Sie wurde restauriert und ist heute ein Freilichtmuseum.

## Tourismus
Die Ilha do Mel ist ein bedeutendes touristisches Ziel in Paraná und der Tourismus ist die Haupteinnahmequelle der Insel.
Es gibt unzählige zumeist einfache und preiswerte kleine Pousadas. Mehr als 90 % der Insel stehen unter Naturschutz, auch deswegen besteht eine Beschränkung der Besucherzahl auf maximal 5000 Personen pro Tag, die allerdings nur unzureichend kontrolliert wird.
Die beste Zeit für einen Inselbesuch ist der Sommer zwischen Dezember und März, da es während der anderen Monate viel regnet.
Bootsfahrten (Wasser-Taxi), Jet-Ski und Kitesurfen wird am Praia do Istmo angeboten. Am Prainha in Encantada wird zusätzlich noch Paragliding angeboten. Eine Fahrradausleihe gibt es am Praia do Limoeiro und in der Ortschaft Vila do Farol. An den Stränden von Brasília und Encantadas befindet sich die Mehrzahl der Restaurants und Pousadas.

## Sehenswürdigkeiten
- Der 1872 auf Anordnung von Dom Pedro II. auf der östlichsten Spitze der Insel erbaute und noch in Betrieb befindliche Farol das Conchas ist Orientierungspunkt für die Schifffahrt bei der Einfahrt in Baía de Paranaguá.
- Die Festung Fortaleza de Nossa Senhora dos Prazeres ist bei Niedrigwasser von Nova Brasília aus über den Strand zu erreichen, bei Hochwasser muss ein Teil des Weges landeinwärts zurückgelegt werden.
- Die Grotte von Encantadas (Gruta das Encantadas), um die sich verschiedene Legenden ranken, liegt im äußersten Süden der Insel.

## Infrastruktur und Verkehr

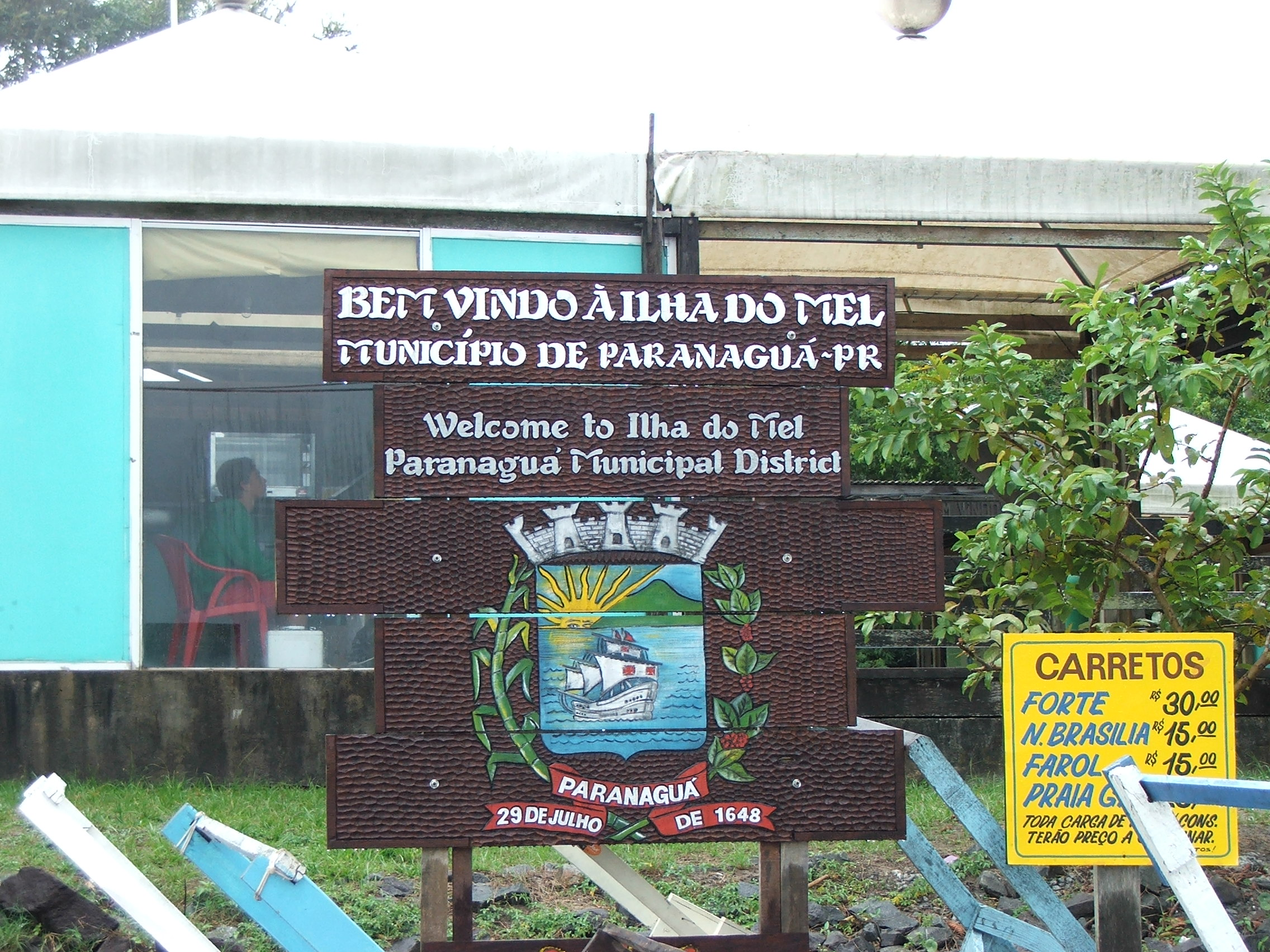
Willkommenstafel

Die Insel liegt ca. 27 km von der Hafenstadt Paranaguá und ca. 4,5 km vom Strandbad Pontal do Sul, wo es ein Informationszentrum gibt, entfernt. Zubringerboote zur Insel gibt es jede Stunde von Pontal do Sul (Dauer der Überfahrt ca. 30 Minuten) oder 2 bis 3 Mal pro Tag von Paranaguá (Dauer der Überfahrt ca. 90 Minuten) zu den beiden Hauptanlegestellen an den Stränden Nova Brasília und Encantadas.
Die Ilha do Mel verfügt über keine vollständige Infrastruktur – das feste Stromnetz existiert erst seit einigen Jahren. Auf der Insel gibt es 2 Kranken- und Polizeistationen sowie eine Schule bis zur 8. Klasse und verschiedene Einzelhandelsläden.
Die Insel ist autofrei und die Wege sind oftmals unbefestigt, man hat insbesondere im Naturschutzgebiet keine weitere Erschließung vorgenommen. Die Wege auf der Insel werden entweder zu Fuß oder mit dem Boot zurückgelegt. Es gibt zahlreiche Wanderwege, von denen die nach Encantadas allerdings teilweise direkt am Wasser über Felsen führen und deswegen bei Flut nur schwer oder gar nicht passierbar sind.